# Бондарык, Кшиштоф
Кшиштоф Александр Бондарык (пол. Krzysztof Aleksander Bondaryk, род. 12 декабря 1959) — польский государственный деятель, глава Агентства внутренней безопасности (2008—2013), бригадный генерал.

## Биография
В 1983 году окончил историческое отделение Гуманитарного факультета Белостокского филиала Варшавского университета. В коммунистический период участвовал в деятельности оппозиционных организаций. В 1982 году был активистом Конфередерации независимой Польши (КНП), редактором журнала КНП «Czyn» («Действие»). Был членом Независимого объединения студентов, одним из организаторов регионального комитета по защите узников совести в Белостоке. После введения военного положения в Польше в 1981 участвовал в распространении и публикации самиздата. В 1982 он был арестован за антиправительственную деятельность, освобожден через шесть месяцев, после чего работал учителем, а в 1988—1990 годах — в качестве ассистента в Институте истории Польской академии наук. В 1990—1996 возглавлял региональное отделение Управления охраны государства в Белостоке. Затем он работал в католической ассоциации Civitas Christiana и был советником городского совета Белостока.
После парламентских выборов 1997 года и создания правительства Ежи Бузека назначен на должность директора департамента надзора и контроля Министерства внутренних дел и администрации, а с ноября 1998 по сентябрь 1999 года Бондарык был заместителем министра и отвечал, в частности, за внедрение Закона о защите секретной информации и Национального центра информации о преступности.
После окончания гражданской службы в 2001 году работал в телекоммуникационных компаниях и банках. В 2006—2007 годах был экспертом Специального комитета Сейма по делам разведки.
С 16 ноября 2007 года — исполняющий обязанности главы Агентства внутренней безопасности, в 2008—2013 годах был руководителем ABW. 9 ноября 2010 года ему присвоено звание бригадного генерала. С 2013 года был советником министра обороны, в 2015 году ушёл в отставку.
Женат, двое детей.
Хобби: современная история и рыбалка.

## Награды
- Золотой Крест Заслуги — 1993[3]
- Бронзовая медаль «За заслуги в развитии национальной обороны» — 1999[3].